# Мораро
Мораро (итал. Moraro) је насеље у Италији у округу Горица, региону Фурланија-Јулијска крајина.
Према процени из 2011. у насељу је живело 765 становника. Насеље се налази на надморској висини од 43 м.

## Становништво
Према резултатима пописа становништва 2011. у општини је живело 767 становника.
| 1936. | 1951. | 1961. | 1971. | 1981. | 1991. | 2001. | 2011. |
| ----- | ----- | ----- | ----- | ----- | ----- | ----- | ----- |
| 659   | 658   | 626   | 647   | 687   | 734   | 694   | 767   |